# آلیس در سرزمین عجایب (فیلم ۱۹۰۳)
آلیس در سرزمین عجایب (انگلیسی: Alice in Wonderland) یک فیلم صامت بریتانیایی در سبک فانتزی به کارگردانی سسیل هپوورت است که در سال ۱۹۰۳ منتشر شد. از بازیگران آن می‌توان به می کلارک، سسیل هپوورت و کلاهدوز دیوانه اشاره کرد.